# Susanna Paasonen
Susanna Paasonen, född 1975, är en finsk akademiker. Hon är professor i mediestudier vid Åbo universitet och var 2016 gästforskare vid MIT. Hennes forskning och verksamhet har till stora delar kretsat kring pornografi och andra skildringar av sexualitet.

## Biografi
Susanna Paasonens intresse för sexuella ämnen började tidigt. Hon kom först i kontakt med pornografi i åttaårsåldern, i samband med att hennes vängrupp av flickor kom över slängda pornografiska tidningar (se skogsporr). Detta var samma år som den finländska herrtidningen Erotica lanserades via en kampanj där man bifogade inplastade dofter. Finland hade på 1970- och 1980-talen ett starkt tidningsbaserat medieutbud, där porrvideor fick lov att importeras från Sverige och där en obscenitetslagstiftning som avskaffades först på 1990-talet hämmade den inhemska produktionen av pornografisk film. Å andra sidan har man till skillnad från sitt västra grannland inte haft en stark antipornografirörelse. Den första pornografiska filmen hon såg var mjukporrfilmen Emmanuelle, som sändes 1987 på finländsk TV.
Paasonen tog 2002 sin fil.dr.-examen vid Åbo universitet. Hennes doktorsavhandling hade genus och populariseringen av Internet som tema. Efter att ha innehaft tjänster vid universiteten i Tammerfors, Jyväskylä och Helsingfors, utsågs hon 1 augusti 2011 till professor i mediestudier vid Åbo universitet. Hon har återkommande publicerat texter relaterat till Internetforskning, medieteori, sexualitet, pornografi och påverkan.

### Forskning och författande
Under årens lopp har Susanna Paasonen publicerat ett antal böcker omkring medier, sexualitet och pornografi. Med 2011 års Carnal Resonance försökte hon utforska ett känslo- och lustbaserat förhållningssätt kring pornografi. Boken lyfter fram affekt som bärande princip för människors upplevelse av pornografin, med njutning, avsky, glädje, förödmjukelse och skam kan drabba användaren eller betraktaren på olika sätt.
4 april 2016 gav Paasonen en föreläsning vid amerikanska Brown University, med temat politik och kultur runt Internetpornografi. I den relaterade essän "Glimmers of the forbidden fruit: Reminiscing pornography, conceptualizing the archive," skriven ihop med Katariina Kyrölä, ger hon en översikt över utvecklingen av "porrsamlingen" – från en fysisk samling till en digital sådan. Genom den exposén utforskar hon cyberporr som en plats för identitetsskapande. Paasonen och Kyrölä menar att pornografi kan ge möjlighet till ackumulerandet av ett "kroppsarkiv", som "inte bara tjänar som behållare för extra-kognitiva upplevelser utan också medvetet kurerade, reflekterade och omarbetade sådana; de är samtidigt materiella och semiotiska, intima och kulturellt specifika, affektiva och öppna för representation".
Vid sin föreläsning vid Brown University föreslog Paasonen att digital pornografi inte behöver/får ses som något som kryper in i samhället utifrån, utan som något som redan existerar i den samtida kulturen. Som hon skriver: "Möten med pornografi inkluderas därmed som en köttslig kapacitet – som det som vi kan föreställa oss att våra kroppar kan njuta av och vara kapabla till, alternativt inte njuta av och vara kapabla till." Paasonen argumenterar för att interagerande med pornografi kan bidra till utvecklandet av en persons sexuella identitet.
Hon beskriver i sin forskning hur porrbranschen utvecklats i en ohelig allians / motsättning gentemot den allmänna medievärlden. Press och medier lockar läsare genom braskande rubriker kopplade till ofta negativa händelser runt pornografi, samtidigt som detta bidrar till att upprätthålla pornografins attraktion som gränsöverskridande kultur och "smutsig glamour". Detta resulterar i en växelverkan, där medieskriverier uppmuntrar pornografins fortsatta överskridande av de gränser som den allmänna moralen vid varje enskilt tillfälle sätter upp. Beteckningen mainstream-pornografi blir då en paradox, eftersom pornografin aldrig helt kan accepteras av samhället – trots dess förmodat stora kulturella påverkan (på könsbehåring, klädmode, musiktexter och sexuella praktiker).

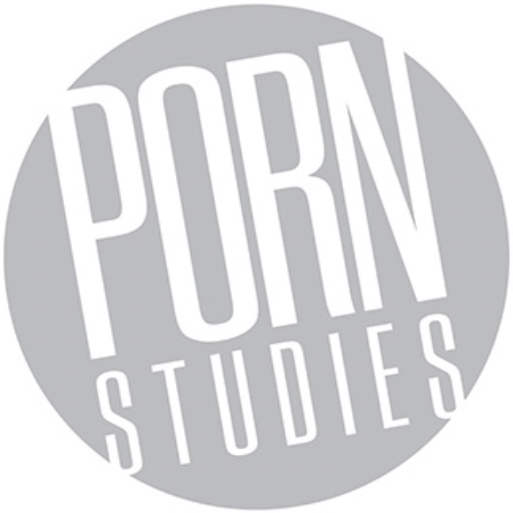
Porn Studies, där Paasonen är återkommande bidragsgivare.

Bland Paasonens akademiska texter från senare år finns även belysningar av relationen till pornografi baserat på kön och individuell smak, liksom av studier kring forskares ibland könsspecifika och ledande frågeställningar i olika undersökningar. Hon har även undersökt den ofta kategoriska censuren mot sexuella uttryck i olika sociala medier.
Delar av Paasonens forskning har publicerats i Porn Studies, grundad 2014 som den första viktigare akademiska tidskriften med pornografi som huvudtema. Hon är eller har varit medlem av redaktionsråden för både Porn Studies samt de andra akademiska publikationerna New Media & Society, Social Media + Society, Sexualities, International Journal of Cultural Studies, Capacious, Postmodern Culture, Journal of Scandinavian Cinema och Monstrum.

## Utmärkelser
14 oktober 2011 tilldelades hon Jutikkalapriset på 15 000 euro av Finlands vetenskapsakademi. Samma år publicerade Paasonen boken Carnal Resonance: Affect and Online Pornography via MIT Press.
I oktober 2022 vann Paasonen, Kylie Jarrett och Ben Light Nancy Baym Book Award (utdelat av Association of Internet Researchers) för NSFW: Sex, Humor, and Risk in Social Media, utgiven 2019 hos MITP.

### Böcker
- Paasonen, Susanna (2002). Figures of fantasy: women, cyberdiscourse, and the popular Internet. Turku: Åbo universitet. ISBN 9789512921348
- Paasonen, Susanna; Consalvo, Mia (2002). Women and everyday uses of the internet: agency & identity. New York: Peter Lang. ISBN 9780820461410
- Paasonen, Susanna (2005). Figures of fantasy: Internet, women, and cyberdiscourse. New York: Peter Lang. ISBN 9780820476070
- Paasonen, Susanna; Nikunen, Kaarina; Saarenmaa, Laura (2007). Pornification: sex and sexuality in media culture. Oxford / New York: Berg. ISBN 9781845207045
- Paasonen, Susanna; Liljeström, Marianne (2010). Working with affect in feminist readings: disturbing differences. London New York: Routledge. ISBN 9780415481397
- Paasonen, Susanna (2011). Carnal resonance: affect and online pornography. Cambridge, Massachusetts: MIT Press. ISBN 9780262016315
- Paasonen, Susanna; Hillis, Ken; Petit, Michael (2015). Networked affect. Cambridge, Massachusetts: The MIT Press. ISBN 9780262028646
- Paasonen, Susanna (2018). Many Splendored Things: Thinking Sex and Play. London: Goldsmiths Press. ISBN 9781906897826.
- Paasonen, Susanna; Jarrett, Kylie; Light, Ben (2019). NSFW: Sex, humor, and risk in social media. Cambridge, Massachusetts: MIT Press. ISBN 9780262043052
- Paasonen, Susanna; Attwood, Feona; McKee, Alan; Mercer, John; Smith, Clarissa (2020). Objectification: On the difference between sex and sexism. London / New York: Routledge. ISBN 9780367199111
- Sundén, Jenny; Paasonen, Susanna (2020). Who's laughing now? Feminist tactics in social media. Cambridge, Massachusetts: MIT Press. ISBN 9780262044721
- Paasonen, Susanna (2021). Dependent, Distracted, Bored: Affective Formations in Networked Media. Cambridge, Massachusetts: MIT Press. ISBN 9780262045674.

### Vetenskapliga artiklar (urval)
- Paasonen, Susanna (juli 1998). ”Digital, human, animal, PLANT: the politics of cyberfeminism?”. ""2"". KT Press. s. 16–22. http://www.ktpress.co.uk/nparadoxa-volume-details.asp?volumeid=2.
- Paasonen, Susanna (2002). ”Very cyberfeminist international reader: OBN Conference, Hamburg, December 13-16, 2001”. Berlin. s. 78–81. ISBN 9783933557346. http://www.obn.org/obn_pro/downloads/reader3.pdf.
- Paasonen, Susanna (oktober 2009). ”Healthy sex and pop porn: pornography, feminism and the Finnish context”. ""12"". Sage Publications. s. 586–604. doi:10.1177/1363460709340369.
- Paasonen, Susanna (januari 2014). ”Between meaning and mattering: on affect and porn studies”. ""1"". Taylor and Francis. s. 136–142. doi:10.1080/23268743.2014.880225.
- Paasonen, Susanna; Kyrölä, Katariina (1 april 2015). ”Glimmers of the forbidden fruit: reminiscing pornography, conceptualizing the archive”. ""19"". Sage Publications. s. 595–610. doi:10.1177/1367877915580625.